# Stadttheater (Kempten)

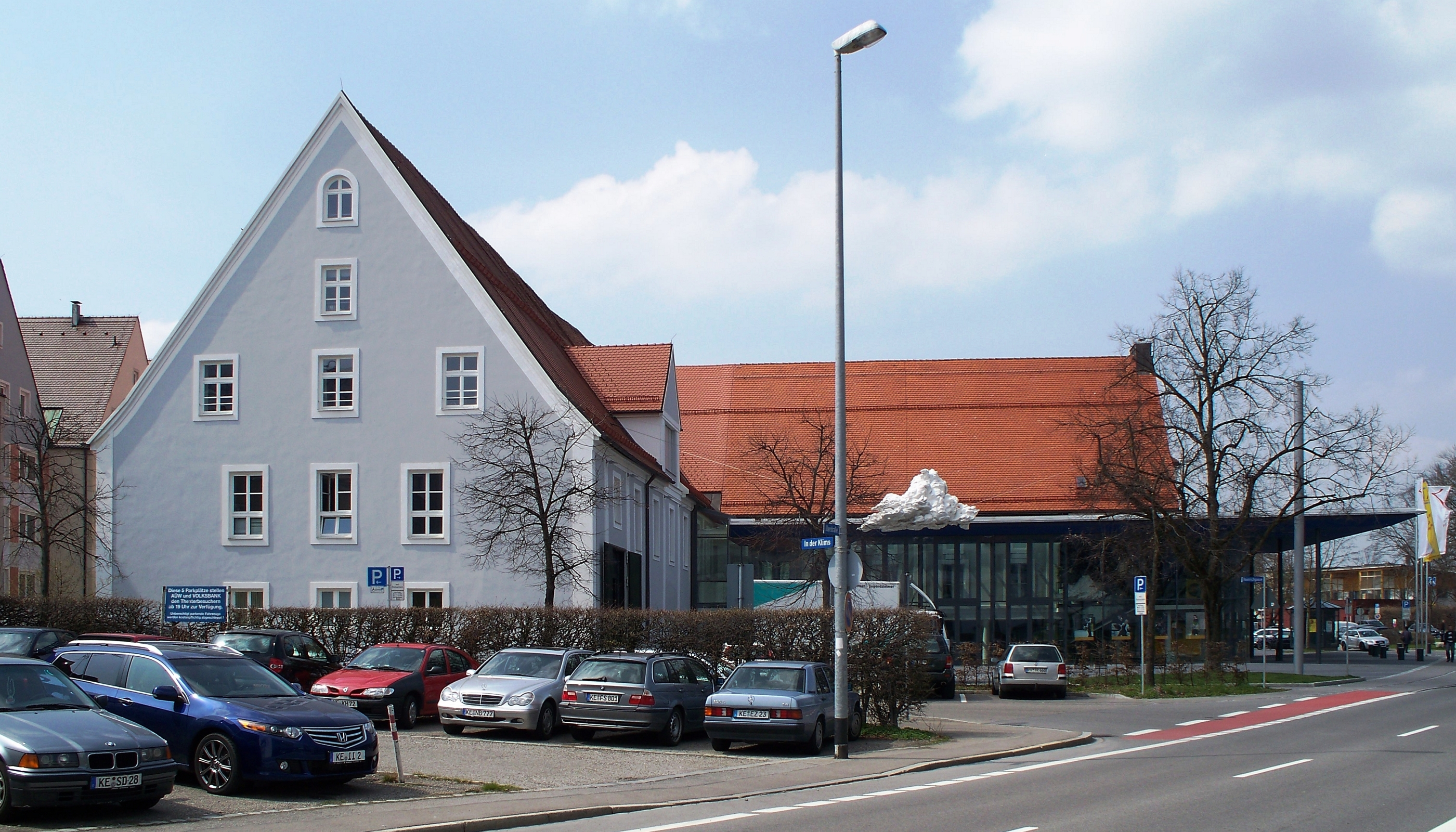
Das Stadttheater Kempten im Frühjahr 2010. In der Bildmitte die Wolkenskulptur

Das Stadttheater ist ein denkmalgeschütztes Theater in Kempten (Allgäu).

## Geschichte

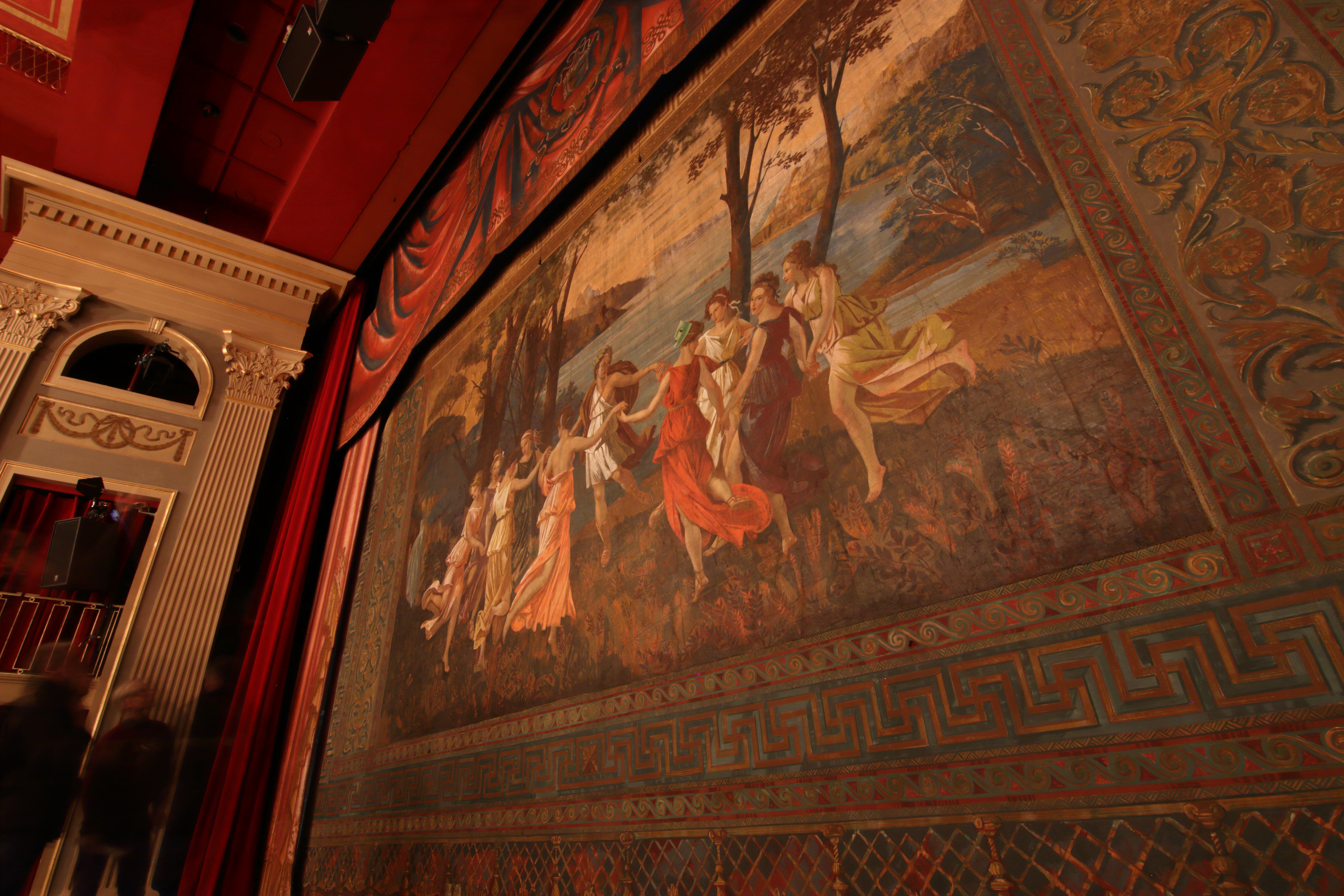
Historischer Vorhang von 1827 von Franz Sales Lochbihler, er wurde in den 1950ern von Franz Weiß überarbeitet.

1392 erstmals urkundlich erwähnt, wurde das heutige Theatergebäude zunächst als Salzlager genutzt. 1525 erst gelangte das Gebäude in den Besitz der Reichsstadt Kempten, nachdem diese es von dem Fürstabt Sebastian von Breitenstein abgehandelt hatte. 1654 wurde es erstmals von ansässigen Handwerkern bespielt und etablierte sich dann zunehmend als Komödienhaus. 1754 wurde die erste Renovierung durchgeführt. Erst 1801 gründete man eine eigene Theatergesellschaft. 1812–1813 wurden Logen eingebaut, 1827 baute der Maler Franz Sales Lochbihler das Gebäude unter Einbeziehung des Erdgeschosses zu einem Rangtheater mit drei Rängen um. Er schuf auch einen bemalten Theatervorhang mit dem Motiv des Apoll und den tanzenden Musen, der später mehrfach übermalt wurde, zuletzt durch Franz Weiß. In Kriegszeiten wurde der Theaterbetrieb zeitweise unterbrochen, da das Gebäude als Waffenlager oder Kino verwendet wurde. 1896, 1954–1956 und 1963–1964 wurden abermals Sanierungen und Renovierungen an dem historischen Bau vorgenommen. 1956 wurde dabei die oberste Galerie entfernt. Danach hatte das Theater 638 Sitzplätze. Die Pläne dafür lieferte der Kemptener Architekt Sepp Zwerch.
Von 2006 bis 2007 wurde das Stadttheater generalsaniert, um ein gläsernes Foyer erweitert und auf den neusten technischen Stand gebracht. Das Theater erhielt eine neue Bestuhlung und eine Nachhallanlage. Im Theatersaal wurde der Originalzustand von 1827 wiederhergestellt. Förderkreis „Zugabe“ sammelte insgesamt eine Million Euro für die Sanierung. Am 4. Juli 2007 wurde der Förderkreis „Zugabe“ umgewandelt in die Theater- und Musikgesellschaft e. V. (TuM), ein eingetragener Verein, der den Theaterbetrieb finanziell unterstützt.
Das Stadttheater wurde lange als reines Bespieltheater betrieben. Um die Organisation der Auftritte von Gastspielbühnen kümmerten sich ehrenamtliche Mitglieder der Theatergemeinde Kempten. Seit der Wiedereröffnung 2007 heißt der Theaterbetrieb Theater in Kempten (TiK), ist eine gemeinnützige GmbH, hat eine hauptamtliche Leitung und bietet Eigen- und Koproduktionen sowie Gastspiele auswärtiger Bühnen. Seit 2015 wird das Theater von der Regisseurin Silvia Armbruster geleitet, die seit 2016 ein festes kleines Ensemble aufgebaut hat. Momentan sind die Schauspieler Julia Jaschke, Roman Just, Hans Piesbergen, Corinne Steudler, Sebastian Strehler und Antonia Welke fest im Ensemble; dazu kommen etliche Schauspieler und Musicaldarsteller, die regelmäßig wiederkehren.

## Sonstiges
Über dem Theaterplatz installierte der Künstler Stephan Huber 2007 eine zwischen den Gebäudeteilen hängende Wolkenskulptur, aus der sich zu jeder vollen Stunde ein künstlicher Regenschauer ergießt. Der schwebende Brunnen trägt den Titel Cumulus: Cambodunum (von Cumulus, die Haufenwolke, und Cambodunum, dem Namen der römischen Vorläufersiedlung Kemptens).

## Uraufführungen seit 2007
- 2007: Cumulus Currendus
- 2007: Perfect Room
- 2009: Die Wohnsinnigen
- 2009: Mandela – Das Musical (Ko-Produktion mit der A.gon Theaterproduktion)
- 2009: Empfänger verzogen
- 2010: Zusammen ist man weniger allein
- 2010: Match Point
- 2011: Two's a Couple, Three's a Crowd
- 2012: Paradise for Beginners
- 2012: Villa Irrsinn (Ko-Produktion mit dem Landestheater Tübingen)
- 2013: Flora
- 2015: G'scheit g'scheitert
- 2016: Dschihad One-Way (Stückentwicklung von Bernd Plöger; Ko-Produktion mit dem Theater Hof)
- 2018: Heinrich von Kempten (Schauspiel nach Konrad von Würzburg)
- 2019: La vie de Coco Chanel (Schauspiel von Ernst Konarek)
- 2020: No Planet B (Schauspiel von Nick Wood)
- 2021: Die Jüdin und der Kardinal (Schauspiel von Leo Hiemer)
- 2022: Die Ausgewanderten (Schauspiel nach W. G. Sebald)
- 2022: David Bowie – Asteroid 342843 (Schauspiel mit Musik von Ernst Konarek)
- 2022: Heimatwunder (Stückentwicklung von Crescentia Dünßer)
- 2023: Das verräterische Herz (Kammeroper von Christoph Weinhart)
- 2023: Heimat.Mythos.Frau. (Stückentwicklung von Crescentia Dünßer)

## Künstlerische Direktoren seit 2007
- Peter Baumgardt 2007–2009
- Nikola Stadelmann 2009–2015
- Silvia Armbruster seit 2015

## Belege
1. ↑  Historische Theaterbauten. Katalog. Teil 1. Westliche Bundesländer, (Berichte zu Forschung und Praxis der Denkmalpflege in Deutschland; 3). Hannover 1991, S. 35
2. ↑  Theater- & Musikgesellschaft (TuM) | Theater in Kempten. In: Theater in Kempten. (theaterinkempten.de [abgerufen am 27. Dezember 2017]).

Koordinaten: 47° 43′ 39,6″ N, 10° 19′ 4,6″ O